# Tinea insignata
Tinea insignata är en fjärilsart som beskrevs av Edward Meyrick 1919. Tinea insignata ingår i släktet Tinea och familjen äkta malar. Inga underarter finns listade i Catalogue of Life.